# Brunnshallarna
Brunnshallarna är ett promenadgalleri i Ronneby brunnspark som uppfördes 1896 i samband med en större ombyggnad av brunnsområdet. Byggnaden är en pelarsal där brunnens gäster kunder spatsera i regnigt väder utan att bli blöta och samtidigt dricka brunnsvatten från de kiosker som finns i byggnadens centrum. Byggnaden är byggd på en granitsockel med träpelare som bär upp valvbågar i gjutjärn, täckta med ett plåttak. Byggnaden har en klassicistisk arkitektur med toskanska förtecken. På samma plats har det tidigare funnits ett något mindre promebadgalleri med ett flackt sadeltak och rötter i brunnsanläggningens grundande 1705. Denna byggnad revs i samband med att de nya brunnshallarna uppfördes.